# Оскар Буррієса
Оскар Буррієса (ісп. Óscar Burrieza; нар. 22 липня 1975) — колишній іспанський тенісист.
Найвищу одиночну позицію світового рейтингу — 126 місце досяг 17 листопада 1997, парну — 298 місце — 3 листопада 1997 року.

## Титули на челленджерах

### Одиночний розряд: (1)
| Ранг | Рік  | Турнір                     | Покриття | Суперник            | Рахунок       |
| ---- | ---- | -------------------------- | -------- | ------------------- | ------------- |
| 1.   | 1997 | Манчестер, Велика Британія | Трава    | Стефано Пескосолідо | 7–6, 2–6, 6–1 |

### Парний розряд: (1)
| Ранг | Рік  | Турнір                             | Покриття | Партнер         | Суперники                   | Рахунок      |
| ---- | ---- | ---------------------------------- | -------- | --------------- | --------------------------- | ------------ |
| 1.   | 1997 | Ньюкасл-апон-Тайн, Велика Британія | Ґрунт    | Філіппо Вейльйо | Арно Клеман Родольф Жільбер | 7–5, 4–0 RET |